# 2814 Vieira
2814 Vieira là một tiểu hành tinh vành đai chính với chu kỳ quỹ đạo là 1773.5574992 ngày (4.86 năm).
Nó được phát hiện ngày 18 tháng 3 năm 1982.